# 栗山英資
栗山 英資（くりやま えいすけ、1887年（明治20年）11月6日 - 1961年（昭和36年）2月11日）は、大正から昭和時代前期の政治家。新潟県三条市長。

## 経歴
栗山虎吉の長男。土地家屋貸付業を営む。1904年（明治37年）3月、長岡中学校を卒業する。1915年（大正4年）4月、南蒲原郡裏館村長に就任。同村が三条町に編入すると、1921年（大正10年）3月より同町会議員に3選し、1931年（昭和6年）3月、三条町長に就任した。市制施行すると三条市会議員、同議長を経て、1938年（昭和13年）2月7日、三条市長に当選した。